# Somogyapáti
Somogyapáti è un comune dell'Ungheria di 562 abitanti (dati 2008) situato nella contea di Baranya, regione Transdanubio Meridionale